# Sugar Ray Leonard

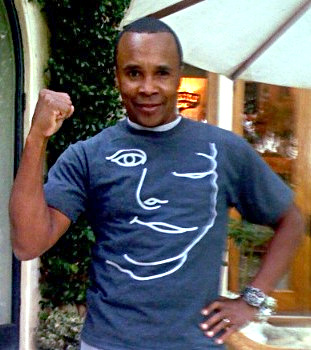
Sugar Ray Leonard 2007.

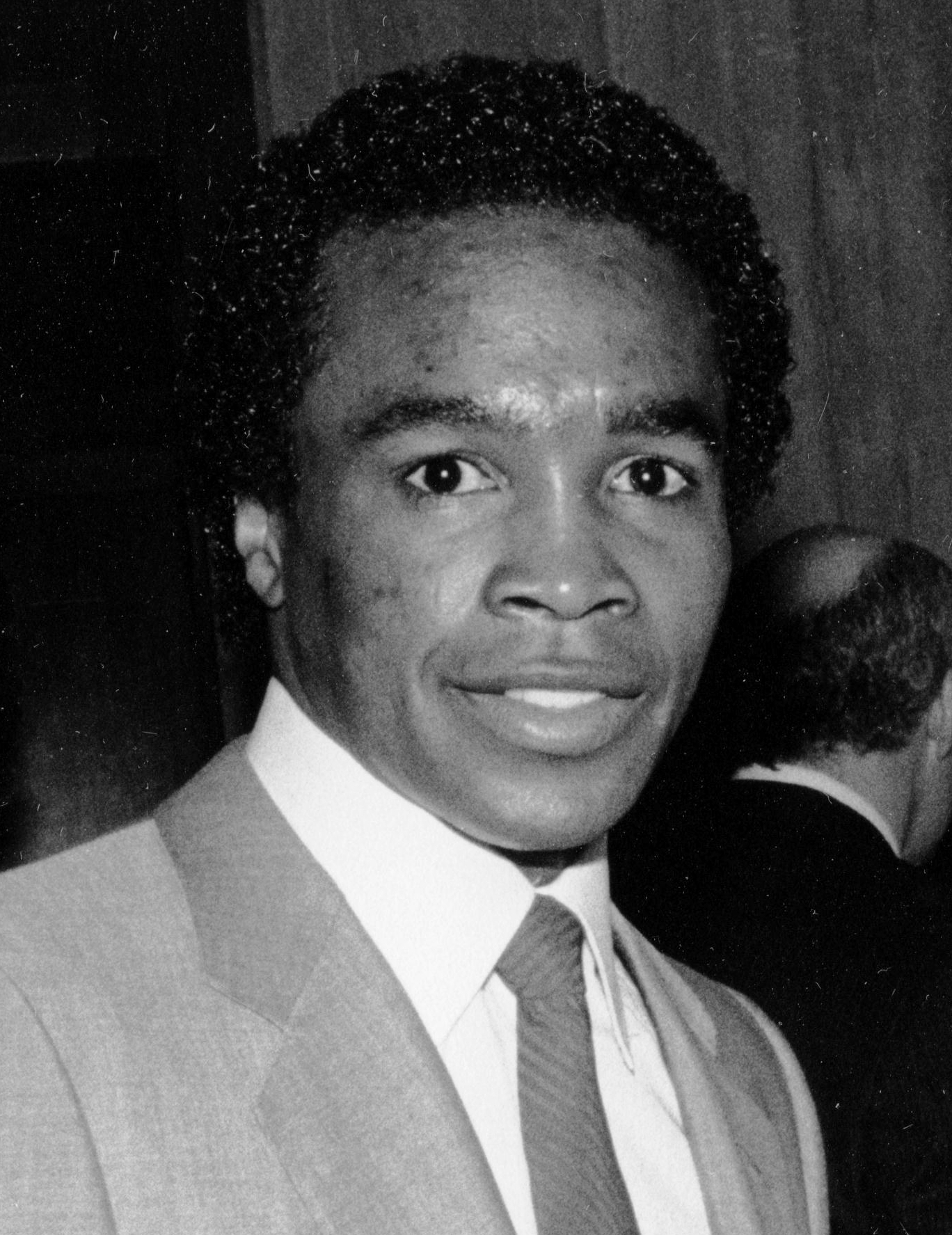
Sugar Ray Leonard 1984.

Sugar Ray Leonard, född Ray Charles Leonard den 17 maj 1956 i Wilmington, North Carolina, är en amerikansk boxare som erövrade VM-titlar i fem olika viktklasser: weltervikt, lätt mellanvikt, mellanvikt, supermellanvikt och lätt tungvikt. The Ring Magazine har utsett Leonard till 1980-talets främste boxare och han är invald i Hall of fame. För närvarande jobbar han som boxningspromotor.

## Biografi

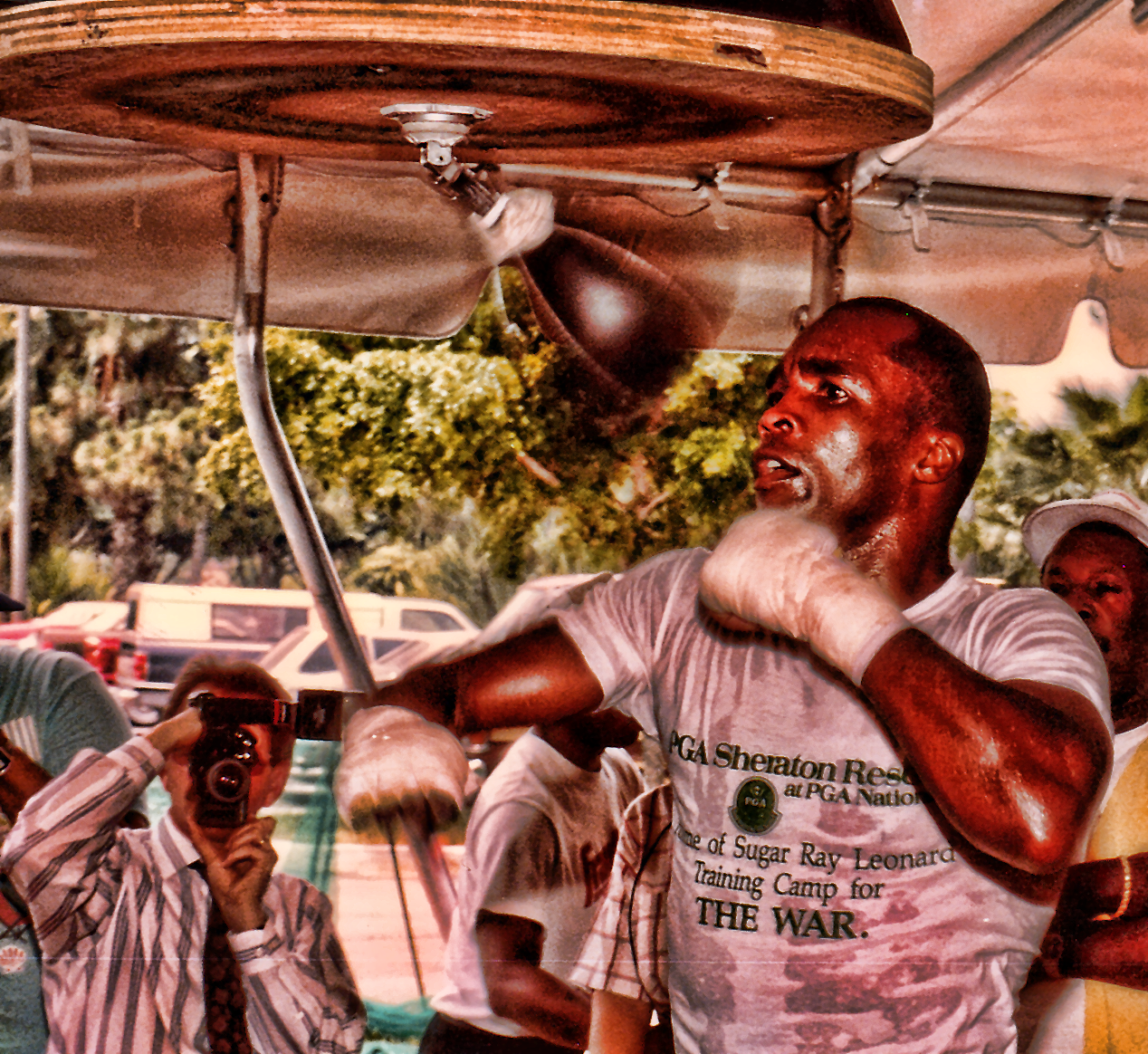
Sugar Ray Leonard under en träning 1989.

Ray Charles Leonard föddes i Rocky Mount, North Carolina men växte upp i Washington, D.C. och Palmer Park, Maryland.
Leonard vann OS-guld i boxning 1976 och förutspåddes att bli USA:s nya megastjärna när Muhammad Ali väl dragit sig tillbaka. Leonard fick som proffs för övrigt samma tränare som Ali, Angelo Dundee. "Sugar Ray" var smeknamnet han fick för att han förutspåddes bli lika stor som den legendariske Sugar Ray Robinson - världsmästare i både weltervikt och mellanvikt på 1940- och 50-talen. Leonard blev världsmästare första gången 1979 när han erövrade WBC-titeln i weltervikt från Wilfredo Benitez via TKO i rond 15. Året efter förlorade han titeln till legendaren Roberto Durán men tog revansch fem månader senare när Duran gav upp i rond 8. Matchen blev känd som den s.k. "No mas"-matchen där Durán gav upp i rond 8 utan att egentligen fått mycket stryk.
År 1981 blev ett händelserikt år. Leonard erövrade först även WBA-titeln i Lätt mellanvikt från Ayub Kalule. Senare samma år mötte han WBA-mästaren i Weltervikt Thomas "Hitman" Hearns. I en enormt upphaussad match vann Leonard på TKO i rond 14 och var därmed obestridd welterviktsmästare. Leonard rankades nu som världens bästa boxare (oavsett viktklass). 1982 upptäcktes att han ådragit sig en svår ögonskada och fram tills 1987 gick han bara en match.
År 1987 var Leonard tog tillbaka i ringen för en VM-match. Motståndare var den fruktade mellanviktsmästaren Marvin Hagler som varit mästare i nästan 7 år. Till mångas överraskning vann Leonard på poäng (om än knappt) och blev därmed mästare i sin tredje viktklass. Hösten 1988 skrev Leonard boxningshistoria när han K.O.-besegrade Donny LaLonde från Kanada. Matchen gällde WBC-titeln i både supermellanvikt och lätt tungvikt. Leonard blev därmed den andre, efter Thomas Hearns, att bli världsmästare i fem olika viktklasser.
1989 mötte han återigen ärkerivalen Thomas Hearns. Matchen slutade oavgjord, Leonard blev nedslagen två gånger och många tyckte att Hearns borde vunnit matchen. Efter att ha besegrat Roberto Durán i en tredje match ett år senare drog han sig tillbaka. 1991 var han tillbaka i ringen men var chanslös mot WBC-mästaren i lätt mellanvikt, Terry Norris. I sin sista match förlorade han på K.O. mot Hector Camacho.